# Bootle FC
Bootle FC var en fotbollsklubb i Bootle, England. Bootle var den första fotbollsklubben någonsin som lämnade the Football League. Bootle FC grundades 1879 som Bootle St Johns AFC och spelade sin första match någonsin i oktober 1880 mot Everton som vanns med 4–0. Senare under samma år ändrade klubben sitt namn till Bootle FC. och spelade i FA-cupen för första gången någonsin säsongen efter. Klubben upplöstes 1893 efter ekonomiska problem.

## Internationella spelare
4 spelare i Bootle FC representerade något landslag, alla för Wales.
- Smart Arridge (2 matcher med Bootle)
- Walter Evans (1 matcher med Bootle)
- Billy Hughes (3 matcher med Bootle)
- Job Wilding (3 matcher med Bootle)